# 施塔尔基希-维尔
施塔尔基希-维尔（德語：Starrkirch-Wil）是瑞士索洛圖恩州的一个市镇，位於該國北部，面積1.84平方公里，海拔高度419米，截至2018年12月31日总人口为1,714人。

## 外部連結
- Official website （页面存档备份，存于） （德文）